# Aporochelifer insulanus
Genre
Espèce
Aporochelifer insulanus, unique représentant du genre Aporochelifer, est une espèce de pseudoscorpions de la famille des Cheliferidae.

## Distribution
Cette espèce est endémique de  Florès dans les Petites îles de la Sonde en Indonésie. Elle se rencontre vers Ende.

## Publication originale
- Beier, 1953 : Pseudoscorpionidea von Sumba und Flores. Verhandlungen der Naturforschenden Gesellschaft in Basel, vol. 64, no 1, p. 81-88.